# Longpont-sur-Orge
Longpont-sur-Orge è un comune francese di 6 739 abitanti situato nel dipartimento dell'Essonne nella regione dell'Île-de-France.

## Società

### Evoluzione demografica
Abitanti censiti